# Gilbertiodendron robynsianum
Espèce
Statut de conservation UICN

 VU B1+2c : Vulnérable
Gilbertiodendron robynsianum est une espèce de plantes à fleurs de la famille des Fabaceae.

## Publication originale
- Bulletin du Jardin Botanique de l'État à Bruxelles 27: 577. 1957.